# 三浦修 (英文学者)
三浦 修（みうら おさむ、1925年 - 2013年）は、日本の英文学者、翻訳家、イラストレーター。

## 人物・来歴
東京に生まれる。早稲田大学大学院文学研究科修了。早稲田大学名誉教授。専攻はスコットランド文学。
1954年、早稲田大学漫画研究会の創立時の顧問を担当。囲碁同好会の顧問もつとめた。『詰碁を楽しむ会』の副会長でもあった。

## 著書
- 論文・レポートの書き方 (実日新書)  三浦修 著 実業之日本社 1965
- おかしなおかしな英語の本 : laugh and learn 三浦修 編著 三修社 1975
- 自己弁護の技術 : 人間関係のすき間を埋める法 (Tokuma books) 三浦修 著 徳間書店 1978.5
- 囲碁の美学 三浦修 著 現代書林 1980.2
- おかしなおかしな英語の本 : laugh and learn 三浦修 著 三修社 1983.9
- 楽しく覚えられるゴロ合わせ英単語 三浦修 監修, 金児昭 著 ライオン社 1997.5

## イラスト担当
- 芸の詩―棋聖秀行囲碁放談 藤沢秀行 (著) 日本棋院 1978/8/1
- 碁楽室 うえだひろし著 日本棋院 1982

## 翻訳書
- フォード (世界偉人自伝全集 ; 4) 三浦修 訳編, 太田大八 絵 小峰書店 昭和41
- ベーブルース (世界偉人自伝全集 ; 16) 三浦修 訳編, 武部本一郎 絵 小峰書店 昭和43
- 芸術哲学概論 R.G.コリングウッド 著, 三浦修 訳 紀伊国屋書店 1968
- 歴史の観念 R.G.コリングウッド 著, 小松茂夫, 三浦修 共訳 紀伊国屋書店 1970
- 理性という名の怪物 ルネ・デュボス [著], 三浦修 訳 思索社 1974
- 「世界で初めて」の事典 P.ロバートソン 著, 三浦修 訳編 実業之日本社 1976
- 自由なきとき自由に生きる : 最大限に自分を生かすために (実日新書) ハリー・ブラウン [著], 三浦修 編訳 実業之日本社 1977.2
- 芸術哲学概論 復刊版 R.G.コリングウッド 著, 三浦修 訳 紀伊國屋書店 2001.6
- 歴史の観念 復刊版 R.G.コリングウッド [著], 小松茂夫, 三浦修 共訳 紀伊國屋書店 2002.6
- 歴史の観念 新装版 R.G.コリングウッド [著], 小松茂夫, 三浦修 訳 紀伊國屋書店 2023.5